# C21H16N2O3
化学式C21H16N2O3（摩尔质量：344.4 g/mol）可以指：
- 罗丹明123的非盐酸盐形式，CAS：104114-27-4 ，其阳离子PubChem CID：4541001，盐酸盐CAS：62669-70-9
- AE-848/11828079，CAS：5603-02-1

|  | 这个同类索引页列出了具有相同分子式的化学物（即同分異構體）条目。 除非您是有意链接至本页，否则应将相应条目的内部链接指向正确的条目。 |